# 13286 Adamchauvin
13286 Adamchauvin este un asteroid din centura principală de asteroizi.

## Descriere
13286 Adamchauvin este un asteroid din centura principală de asteroizi. A fost descoperit pe 20 august 1998 la Stația Anderson Mesa în cadrul programului LONEOS. Asteroidul prezintă o orbită caracterizată de o semiaxă mare de 2,36 ua, o excentricitate de 0,07 și o înclinație de 6,3° în raport cu ecliptica.